# Zyck (gmina)
Zyck (Życk) – dawna gmina wiejska istniejąca w XIX wieku w guberni warszawskiej. Siedzibą władz gminy był Zyck (obecnie Zyck Polski).
Za Królestwa Polskiego gmina Zyck należała do powiatu gosty(ni)ńskiego w guberni warszawskiej. Gmina stanowiła wąski pas nadwiślański.
Gminę zniesiono w połowie 1870 roku a jej obszar włączono do gmin Słubice, Czermno i Dobrzyków.